# Otoboke Beaver
Otoboke Beaver (яп. おとぼけビ～バ～) — японський жіночий панк-гурт із Кіото, створений у 2009 році. Станом на 2024 рік учасницями гурту є співачка Accorinrin, гітаристка Yoyoyoshie, басистка Hirochan і барабанщиця Kahokiss.

## Історія
Гурт Otoboke Beaver був названий на честь готелю кохання в Осаці, який був розташований неподалік школи однієї з учасниць гурту. Гурт заснували в 2009 році активні членкині рок-клубу в Університеті Ріцумейкан у Кіото. До першого складу гурту ввійшли Accorinrin (вокал), Yoyoyoshie (гітара), Pop (ударні) та Nishikawachi (бас-гітара).
У червні 2011 року Otoboke Beaver випустили демо-CD, до якого увійшло три композиції, зокрема рання версія Chuchu Song — концертний трек, який пізніше був перезаписаний і розповсюджений серед тих, хто допоміг профінансувати першу поїздку гурту до США. У 2012 році гурт випустив свій перший концертний альбом на лейблі Egypt Records.
У 2013 році на Jet Set Records вийшов обмежений тираж синглу з піснею Otobokebeaver Daijikenbo та двома концертними треками, а в березні того ж року — мініальбом Love Me Sign.
Басистка Nishikawachi залишила гурт у 2013 році, а їй на зміну прийшла Hirochan — фанатка, яка попросилася до складу, надіславши лист електронною поштою.

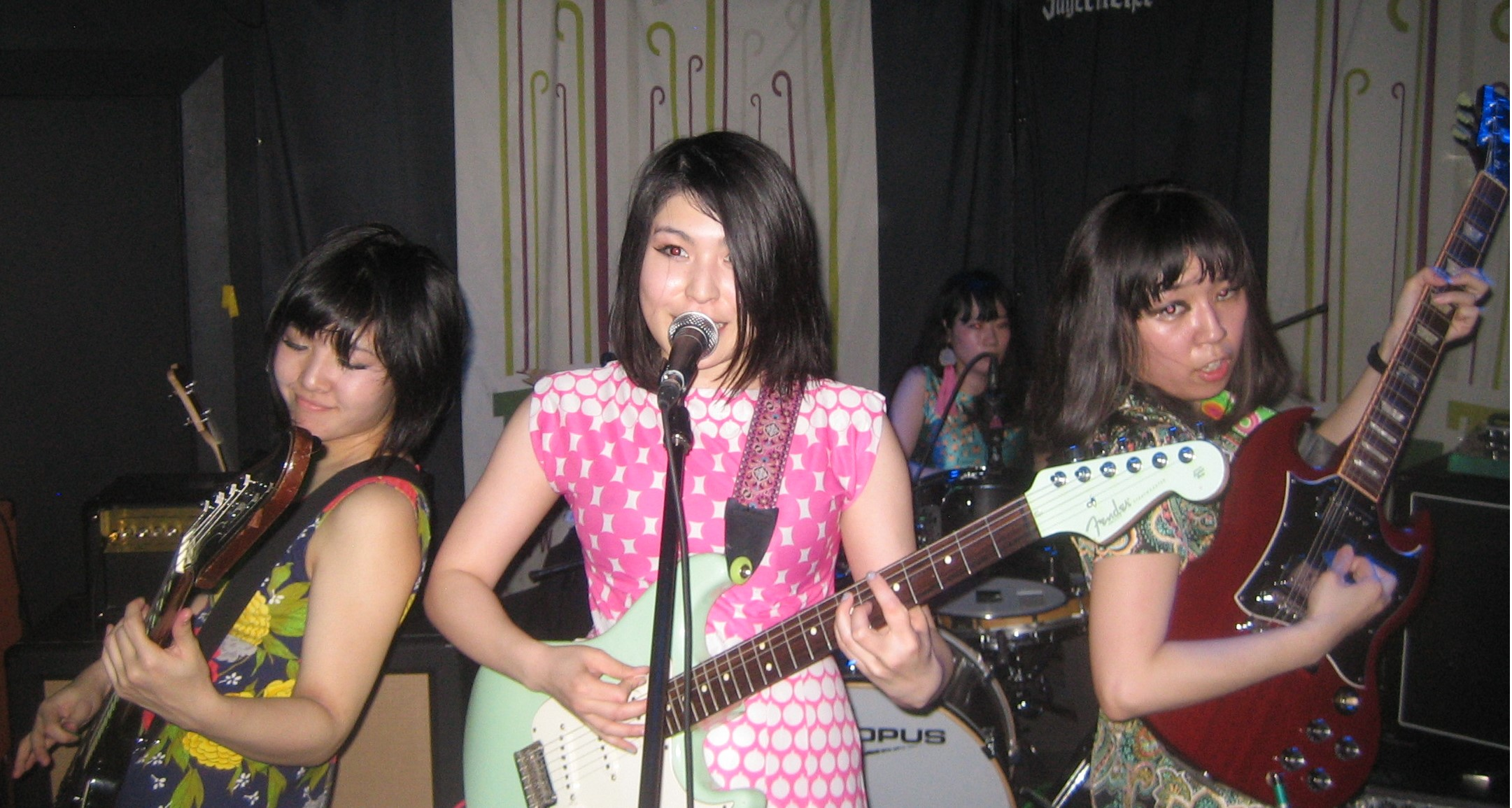
Виступ у Ноттінгемі з першою барабанщицею Pop (17 березня 2018)

Otoboke Beaver взяли участь у Дні магазину звукозапису (англ. Record Store Day) у 2015 році, випустивши на вінілі сингл Akimahenka. У 2016 році гурт підписав контракт із британським лейблом Damnably. Того ж року вийшла збірка Okoshiyasu!! Otoboke Beaver, до якої ввійшла більшість пісень із перших двох мініальбомів гурту, а також сингл Akimahenka. Гурт записав живу сесію для Radio X і здійснив турне Великою Британією разом із гуртами Shonen Knife та Leggy. Незабаром вийшов мініальбом Bakuro Book, а в наступному році, до Дня магазину звукозапису 2017, — ще один мініальбом — Love is Short!!. Пісня Love Is Short!! увійшла до британського чарту синглів.
Гурт розпочав міжнародні тури в 2016 році, зокрема виступив у 100 Club у Лондоні та на фестивалі «З півдня на південний захід» (англ. South by Southwest) у США в 2017 році, поїздку на який частково профінансували фанати через Campfire і Kickstarter. У 2018 році гурт подолав понад 39000 км за один тиждень, щоб виступити на двох слотах на фестивалі Коачелла та провести триденний тур у Великій Британії разом із іншими виконавцями лейблу Damnably: Say Sue Me і Leggy. У тому турі також узяли участь The Cribs, Miyavi, Guitar Wolf та Wussy.
Збірка Okoshiyasu!! Otoboke Beaver була перевидана на вінілі до Дня музичних магазинів у 2018 році. Того ж року засновниця гурту, барабанщиця Pop, покинула колектив. Її замінила Kahokiss, яка майже десять років тому відвідувала той самий музичний клуб при університеті, що й засновниці гурту.
У березні 2019 року Otoboke Beaver знову виступили на фестивалі «З півдня на південний захід» в Остіні. Альбом Itekoma Hits, який включав нові пісні та раніше випущені сингли, був випущений лейблом Damnably в квітні 2019 року. Сингл Yobantoite Mojo вийшов наприкінці 2019 року; ця пісня також стала музичною темою японської телевізійної комедії Susumu Inomata and 8 Mojo. Також наприкінці 2019 року гурт виступив на організованому компанією Yoshimoto фестивалі Koyabu Sonic, який проходив на стадіоні на 8000 місць.

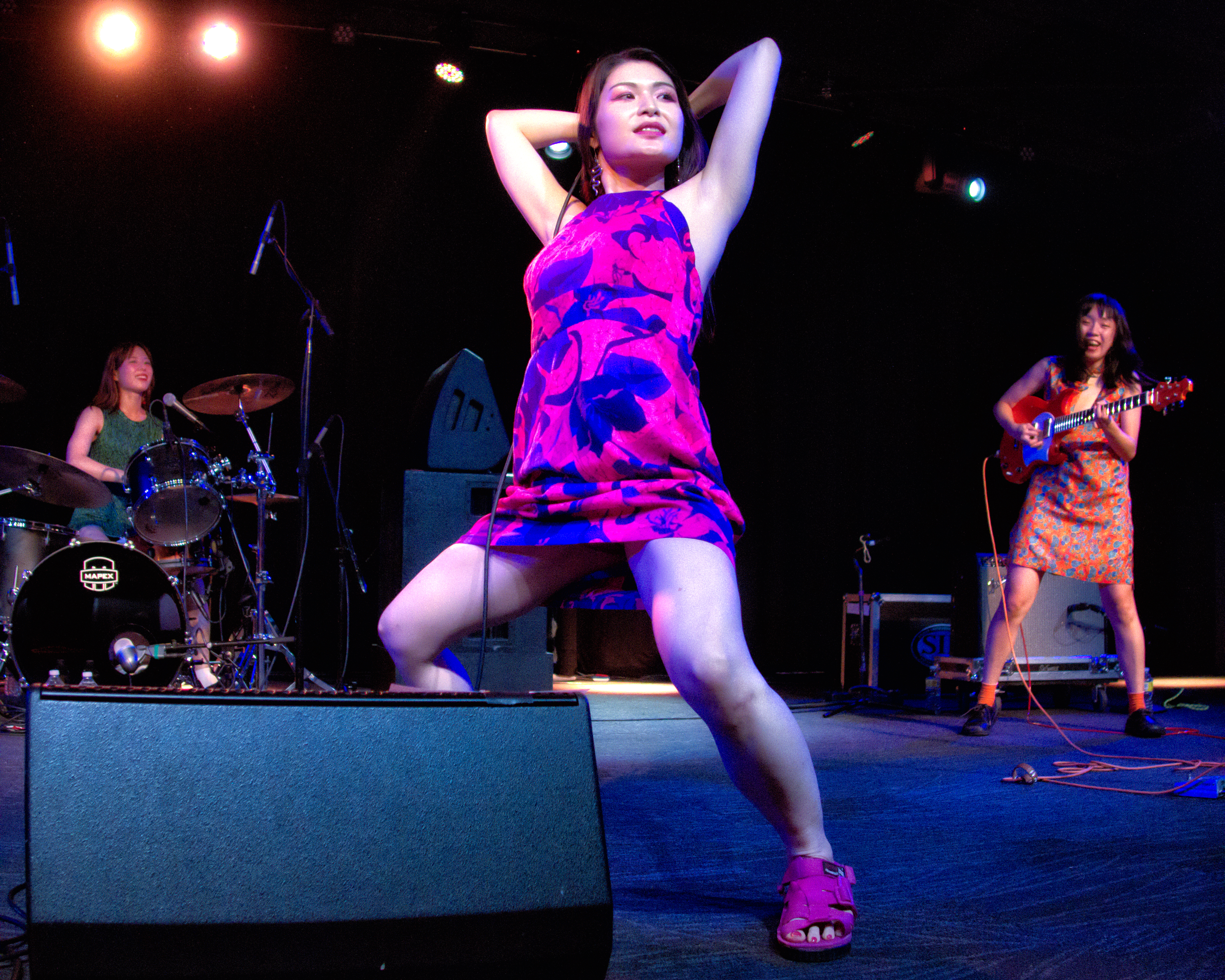
Концерт у Сіетлі (15 жовтня 2022)

На початку 2020 року, одночасно з випуском синглу Dirty Old Fart is Waiting for My Reaction, учасниці Otoboke Beaver залишили свої основні місця роботи, аби більше гастролювати. Їм вдалося провести двотижневий тур Європою перед початком пандемії COVID-19. Під час карантину вони зосередилися на створенні нових пісень і провели кілька живих виступів через Instagram. Альбом Super Champon вийшов у травні 2022 року. Otoboke Beaver повернулися до гастролей наприкінці 2022 року з низкою концертів у Європі, після чого вирушили в своє перше велике турне Північною Америкою. Ще одне турне Європою та Північною Америкою відбулося на початку 2023 року. Їхній виступ на тогочасному «З півдня на південний захід» був висвітлений журналом Rolling Stone. Наприкінці 2023 року гурт вирушив у коротке турне Австралією та Новою Зеландією, після чого у 2024 році відбувся ще один тур США та Канадою.

## Музичний стиль і впливи
За словами учасниць, гурт грає в «швидкому та агресивному стилі панк-року» з «частими змінами ритму та темпу», супроводжуючи це «груповим вокалом». Їхні пісні часто присвячені темам кохання та стосунків, деякі з яких базуються на особистому досвіді вокалістки Accorinrin. Вони також часто критикують очікувані від жінок японським суспільством соціальні ролі. Спочатку це не було усвідомленим вибором Accorinrin, але після подорожей за кордон вона прийняла ці феміністичні ідеї.
Учасниці гурту зазначали, що їх надихає особливий стиль традиційної японської комедії — мандзай. Швидкість, темп і ритм цієї комедійної форми впливають на їхній музичний стиль. Accorinrin також зазначає, що на неї особисто вплинули японський комік Кен Шімура та театральна комедійна група Yoshimoto Shinkigeki.
Кожна учасниця черпає натхнення зі своїх різних музичних уподобань: Yoyoyoshie любить японський рок, Hirochan надає перевагу хардкор-панку, а Accorinrin і Kahokiss захоплюються японською поп-музикою. Вони зазначали, що на них вплинули «західні настрої Riot Grrrl і звуки панку та манірного пост-року». Гурт також згадав додаткові впливи від таких колективів, як Yapoos, Hikasyu, P-MODEL, Момоє Ямагучі та Afrirampo.

## Критичні відгуки
Музика Otoboke Beaver отримала схвальні відгуки від таких видань, як Pitchfork («навіть якщо їхня музика не є явно феміністичною, у ній відчувається певна сила, коли чотири азіатські жінки говорять саме те, що хочуть»), а також від NPR, The Fader, Stereogum, i-D і Fujirock Express.
У 2017 році Otoboke Beaver були номіновані на відзнаку «Найкращий живий виступ» від AIM Independent Music Awards. Вони були показані на BBC Radio 6 Music. Дейв Ґрол із Foo Fighters описав Otoboke Beaver такими словами: «Це вразить тебе, чувак. Це найгірше лайно, яке ти коли-небудь бачив». Після випуску альбому Super Champon у 2022 році Ентоні Фантано з The Needle Drop зауважив: «Чи не є Otoboke Beaver, маючи за плечима два справді фантастичні альбоми, одним із найкращих сучасних панк-гуртів, які зараз може запропонувати Японія?»

## Склад

### Поточний склад
- Accorinrin (あっこりんりん) — вокал, іноді ритм-гітара (2009–дотепер)
- Yoyoyoshie (よよよしえ) — гітара, бек-вокал (2009–дотепер)
- Hirochan (ひろちゃん) — бас-гітара, бек-вокал (2013–дотепер)
- Kahokiss (かほキッス) — ударні, бек-вокал (2018–дотепер)

### Колишні учасниці
- Nishikawachi (西川ち) — бас-гітара, бек-вокал (2009—2013)
- Pop (ぽっぷ) — ударні, бек-вокал (2009—2018)

|            |
| Accorinrin |

|            |
| Yoyoyoshie |

|          |
| Hirochan |

|          |
| Kahokiss |

## Дискографія

### Альбоми
- Anata No Ai De Manshitsu-chū (あなたの愛で満室中, demo, 2011)
- Konya Kagiri Nante Zettai Honto ni Iwasenai! (今夜限りなんて絶対ほんとに言わせないっ!, EP, 2011)
- Present Progressive Form #002 (live, 2012)
- Love Me Sign (EP, 2013)
- Okoshiyasu!! Otoboke Beaver (compilation, 2016)
- Bakuro Book (EP, 2016)
- Love Is Short!! (EP, 2017)
- Okoshiyasu!! Otoboke Beaver (remastered version, 2018)
- Itekoma Hits (2019)
- Super Champon (2022)

### Сингли
- Otobokebeaver Daijikenbo (おとぼけビ～バ～大事件簿, 2013)
- Akimahenka (2015)
- S'il Vous Plait" (2017) [split with Say Sue Me]
- Anata Watashi Daita Ato Yome No Meshi (2018)
- Yobantoite Mojo (2019)

### Відео
- S'il Vous Plait (2017)
- Love Is Short! (2017)
- Mean (2017)
- Anata Watashi Daita Ato Yome No Meshi (2019)
- Datsu, Hikage no Onna (脱・日陰の女, 2019)
- Don't Light My Fire (2019)
- Dirty Old Fart Is Waiting For My Reaction (2020)
- I Am Not Maternal (2022)
- Pardon? (2022)
- I Don't Want to Die Alone (2022)